# Mirai e susume!
Mirai e susume! (未来へススメ！? lett. "Avanti verso il futuro!") è il secondo singolo del gruppo musicale di idol giapponesi Momoiro Clover, pubblicato l'11 novembre 2009 dall'etichetta indipendente Happy Music Records. Ha debuttato alla posizione numero 11 della classifica settimanale della Oricon.

## Tracce
Edizione standard
1. Mirai e susume! (未来へススメ！) – 4:09 (testo: Yozuca – musica: Katsuhiko Kurosu)
2. Kibun wa Super Girl! (気分はSuper Girl！) – 4:49 (testo: Nana Azuki – musica: Akihito Tokunaga)
3. Mirai e susume! (tofubeats Remix) – 5:36

Edizione limitata A
1. Mirai e susume! (未来へススメ！) – 4:09 (testo: Yozuca – musica: Katsuhiko Kurosu)
2. Kibun wa Super Girl! (気分はSuper Girl！) – 4:49 (testo: Nana Azuki – musica: Akihito Tokunaga)
3. Mirai e susume! (Instrumental) – 4:09
4. Mirai e susume! (Video musicale) – 4:24

Edizione limitata B
1. Mirai e susume! (未来へススメ！) – 4:09 (testo: Yozuca – musica: Katsuhiko Kurosu)
2. Kibun wa Super Girl! (気分はSuper Girl！) – 4:49 (testo: Nana Azuki – musica: Akihito Tokunaga)
3. Mirai e susume! (Instrumental) – 4:09

## Classifiche
| Classifica (2009)                | Posizione più alta |
| -------------------------------- | ------------------ |
| Giappone (Oricon)                | 11                 |
| Giappone (Billboard)             | 24                 |
| Giappone (Billboard independent) | 4                  |